# Acrolophus poeyi
Acrolophus poeyi är en fjärilsart som beskrevs av Walsingham 1891. Acrolophus poeyi ingår i släktet Acrolophus och familjen Acrolophidae. Inga underarter finns listade i Catalogue of Life.